# Jakub Majmurek
Jakub Majmurek (ur. 1982) – polski filmoznawca, krytyk filmowy, publicysta i eseista związany ze środowiskiem „Krytyki Politycznej”. Autor tekstów dotyczących głównie kultury, literatury i sztuk wizualnych.

## Życiorys
Ukończył studia filmoznawcze oraz studia w Instytucie Studiów Politycznych i Międzynarodowych na Uniwersytecie Jagiellońskim. Studiował też w Szkole Nauk Społecznych przy Instytucie Filozofii i Socjologii PAN w Warszawie. W latach 2006–2008 był członkiem stowarzyszenia Młodzi Socjaliści, wywodzącego się ze środowiska młodzieżowego Unii Pracy, przez rok zasiadał w jego radzie krajowej.
Jest współautorem i redaktorem książek, m.in. Nie chcę spać sam. Kino Tsai-Ming Lianga, Dzieje grzechu. Surrealizm w kinie polskim (nominacja do nagrody PISF w kategorii książka filmowa roku 2011), Kino dokumentalne 1989–2009. Historia polityczna (nominacja do nagrody PISF w kategorii książka filmowa roku 2012), Corpus delicti (razem z Kubą Mikurdą i Kubą Woynarowskim), Wajda. Przewodnik Krytyki Politycznej, Kino-sztuka. Zwrot kinematograficzny w polskiej sztuce współczesnej (razem z Łukaszem Rondudą), wydawanych m.in. przez Wydawnictwo Krytyki Politycznej. Tłumaczył z języka angielskiego prace Gayatri Spivak, Paula Masona i Jana-Wernera Müllera.
Publikuje m.in. w „Tygodniku Powszechnym”, „Gazecie Wyborczej”, Oko.press, „Aspen Review”, „Kinie”, „Filmwebie”, „Dwutygodniku”, i na newsweek.pl.
Jest ateistą.

## Książki
- 2009: Stracone szanse? Bilans transformacji 1989–2009 (Wydawnictwo Difin; redakcja, wspólnie z Piotrem Szumlewiczem)
- 2010: PRL bez uprzedzeń (Książka i Prasa; redakcja, wspólnie z Piotrem Szumlewiczem)
- 2015: Kino-sztuka. Zwrot kinematograficzny w polskiej sztuce współczesnej (Wydawnictwo Krytyki Politycznej; redakcja, wspólnie z Łukaszem Rondudą)

## Nagrody
Dwukrotny laureat Konkursu dla Młodych Krytyków Filmowych im. Krzysztofa Mętraka (2009, 2013). W 2015 roku nominowany do Nagrody Polskiego Instytutu Sztuki Filmowej w kategorii krytyka filmowa.